# Odznaka Honorowa Wojsk Obrony Terytorialnej
Odznaka Honorowa Wojsk Obrony Terytorialnej – wyróżnienie Sił Zbrojnych RP ustanowione 24 października 2022 roku rozporządzeniem Ministra Obrony Narodowej.

## Zasady nadawania
Odznaka może być nadawana żołnierzom Wojsk Obrony Terytorialnej lub uprzednio pełniącym służbę w tym rodzaju Sił Zbrojnych, w innych jednostkach organizacyjnych Sił Zbrojnych albo komórkach organizacyjnych MON, jak również w innych strukturach, w których obowiązuje noszenie umundurowania WOT, lub tym żołnierzom, którzy zachowali uprawnienia do noszenia takiego umundurowania.
Odznaka może być nadana za szczególne osiągnięcia podczas pełnienia służby wojskowej (po upływie co najmniej sześciu lat pełnienia służby wojskowej).
Uprawnionymi do nadawania odznaki są:
- Minister Obrony Narodowej,
- Dowódca Operacyjny Rodzajów Sił Zbrojnych – żołnierzom jemu podporządkowanym, po uzgodnieniu z właściwym przełożonym dyscyplinarnym,
- Dowódca Wojsk Obrony Terytorialnej.

## Wygląd
Odznakę Honorową Wojsk Obrony Terytorialnej stanowi:
- na awersie – krzyż kawalerski (grubości minimum 2 mm) ze sztandaru jednostki wojskowej SZ RP. Górna połowa krzyża emaliowana na biało, dolna na czerwono. Obramowanie krzyża w kolorze oksydowanego srebra. W centralnej części krzyża nałożona tarcza w kształcie koła, okolona otwartym pozłacanym wieńcem z liści laurowych. Wnętrze tarczy emaliowane w kolorze czarnym. Na tarczy nałożony centralnie znak Polski Walczącej w kolorze złotym, zgodny ze znakiem umieszczonym na tarczy amazonek orła Wojsk Obrony Terytorialnej;
- na rewersie – wykonany wgłębnie (lub innym sposobem zapewniającym nieusuwalność i wyrazistość) kolejny numer odznaki łamany przez dwie cyfry oznaczające rok jej wykonania (np. 0001/22) oraz nazwa firmy lub jej znak.

Odznaka wypukła o wymiarach 38 × 38 mm – metalowa, trzywarstwowa, trzyczęściowa. Mocowana na gwintowany trzpień średnicy 2 mm i nakrętkę średnicy 18 mm z bokiem moletowanym.

## Zasady noszenia
Odznakę nosi się bezpośrednio na mundurze:
- na kurtce munduru wyjściowego i galowego Wojsk Lądowych i Sił Powietrznych, na bluzie polowej Wojsk Lądowych, Sił Powietrznych i Marynarki Wojennej spełniającej funkcję ubioru wyjściowego i galowego: na wysokości 90÷100 mm powyżej prawej górnej kieszeni, w linii pionowej poprowadzonej przez prawą krawędź kieszeni. Odległość mierzy się do prawej krawędzi odznaki;
- na kurtce munduru wyjściowego i galowego Marynarki Wojennej: po prawej stronie, na wysokości rogu wyłogu kołnierza, 25÷30 mm w kierunku rękawa. Odznakę nosi się poniżej styku kołnierza z wyłogiem. Odległość mierzy się do środka odznaki;
- na bluzie wyjściowej marynarskiej: po prawej stronie powyżej linii rozcięcia dekoltu, 40÷50 mm od szwu stebnowania gorsu, w kierunku środka bluzy. Odległość mierzy się do środka odznaki.

Na ubiorze cywilnym nosi się miniaturkę odznaki, która jest jej odwzorowaniem w skali 1:3.